# Барисловці
Барисловці (словен. Barislovci) — поселення в общині Видем, Подравський регіон, Словенія.